# Gary Smith
Gary Neil Smith (Harlow, Essex, Inglaterra; 3 de diciembre de 1968) es un exfutbolista y entrenador inglés. Actualmente está sin club.

## Trayectoria

### Como futbolista
Comenzó su carrera como futbolista en las inferiores del Arsenal y luego en 1983 en el Fulham, club donde en 1985 llegó a formar parte del primer equipo. Pasó por el Colchester United para en 1989 fichar por el Enfield, lejos de la Football League. Su mejor etapa como futbolista fue jugar dos temporada con el Wycombe Wanderers entre 1990 y 1992. Se retiró anticipadamente en el Aylesbury United en 1997 a los 27 años.

### Como entrenador
Tras su retiro, trabajó como entrenador de inferiores y cazador de talentos en clubes ingleses. En noviembre de 2008 fue nombrado nuevo entrenador de los Colorado Rapids de la MLS, luego de pasar una etapa como entrenador interino. Disfrutó de tres temporadas en Colorado, y obtuvo la Copa MLS de 2010, el primer gran trofeo en la historia del club. Dejó los Rapids en noviembre de 2011.
En enero de 2012, Smith fue contratado por el Stevenage de la League One inglesa como primer entrenador. Alcanzó los playoffs de ascenso en su primer año, sin embargo, un mal inicio de temporada al año siguiente causó su despido del club inglés.
Regresó a los Estados Unidos a finales de 2014, esta vez como entrenador de los Atlanta Silverbacks de la North American Soccer League.
En abril de 2017 fue nombrado primer entrenador del nuevo equipo Nashville SC de la USL. Logró un récord de 12-9-13 en su primera temporada, año en que el equipo fue eliminado de los playoffs por el FC Cincinnati.
El 6 de marzo de 2019 el club anunció que Smith sería el entrenador del club para la temporada 2020, año en que el Nashville SC se unió a la Major League Soccer. El 16 de mayo de 2024, un día después de la victoria por 2-0 sobre el Toronto FC, el club anunció que había dejado su cargo con efecto inmediato.

## Estadísticas como entrenador
| Club                | País           | Año       | PJ  | PG  | PE  | PP  | Efectividad |
| ------------------- | -------------- | --------- | --- | --- | --- | --- | ----------- |
| Colorado Rapids     | Estados Unidos | 2008-2011 | 122 | 45  | 37  | 40  | 47%         |
| Stevenage           | Inglaterra     | 2012-2013 | 67  | 22  | 19  | 26  | 42.29%      |
| Atlanta Silverbacks | Estados Unidos | 2014-2016 | 32  | 8   | 12  | 12  | 37.5%       |
| Nashville SC (USL)  | Estados Unidos | 2017-2019 | 77  | 37  | 22  | 18  | 57.57%      |
| Nashville SC        | Estados Unidos | 2020-2024 | 161 | 61  | 57  | 43  | 49.69%      |
| Total               | Total          | Total     | 459 | 173 | 147 | 139 | 48.37%      |

## Vida personal
Smith nació en Harlow, Essex, y creció en Cheshunt, Hertfordshire, aunque la mayoría de su familia vive en Tottenham. A pesar de que su familia es simpatizante del Tottenham Hotspur, Smith es hincha del Arsenal. Gary, junto a su esposa e hijos, vive en Nashville.

## Palmarés

### Títulos nacionales
| Título   | Club            | País           | Año  |
| -------- | --------------- | -------------- | ---- |
| Copa MLS | Colorado Rapids | Estados Unidos | 2010 |